# Misterul vasului Mary Deare (film)
Misterul vasului Mary Deare (titlul original: în engleză The Wreck of the Mary Deare) este un film dramatic de coproducție britano-american, realizat în 1959 de regizorul Michael Anderson, după romanul omonim al scriitorului Hammond Innes, protagoniști fiind actorii Gary Cooper, Charlton Heston, Michael Redgrave și Emlyn Williams.

## Rezumat
John Sands navighează cu cuterul său de salvare pe Canalul Mânecii în timpul unei furtuni și aproape se ciocnește de o navă care nu se poate manevra. Se urcă pe nava aparent abandonată și îl întâlnește pe Gideon Patch, primul ofițer al cargoului înmatriculat în Hong Kong, „Mary Deare”.
Patch afirmă că șapte marinari și căpitanul au fost uciși. Restul echipajului a fugit cu bărcile de salvare după o explozie și mai multe incendii. Cu toate acestea, Patch nu face un apel de urgență, ci în schimb conduce nava în stânci, astfel încât inițial să rămână nedetectată. El crede că în toate acestea sunt implicate sabotajul și frauda la asigurări și are nevoie de navă ca probă la ședința obligatorie în fața Tribunalului Maritim. Sands îl sprijină inițial pe Patch în planul său.
Pe măsură ce procesul avansează, Sands începe să aibă din ce în ce mai multe îndoieli cu privire la Patch, întrucât fostul căpitan a pierdut deja o navă, iar o a doua navă fiind și ea scufundată, presupus din cauza neglijenței. Patch oferă instanței informații insuficiente și nu poate să-l acuze pe Higgins, al doilea ofițer, de lider al sabotajului. Patch bănuiește că marfa valoroasă, constând din motoare de aeronave, a fost schimbată pe drum în portul Rangoon.
Când nava este găsită, Patch se teme că Higgins vrea să o scufunde pentru a distruge dovezile crimelor. Sands poate fi convins să facă o scufundare împreună. Ambii descoperă că lăzile de marfă conțin pietre și nu motoarele de aeronave declarate pe documentele însoțitoare. Aceasta înseamnă că se va veda dovada fraudei la asigurări.
Dar Higgins și prietenii săi au descoperit că Patch și Sands s-au dus la nava blocată între stânci, în costume de scafandru. Se strecoară și ei la bord, lucru pe care cei doi scafandri îl observă. Higgins vrea să-i omoare când ies la suprafață dar cei doi îl trag pe Higgins în apă și el se îneacă în luptă. Apoi cei doi dezvăluie adevărul. Se poate presupune arestarea conspiratorilor pentru crimele lor, iar Patch și Sands vor fi recompensați pentru acțiunile lor.

## Distribuție
- Gary Cooper – Gideon Patch
- Charlton Heston – John Sands
- Michael Redgrave – Mr Nyland
- Emlyn Williams – Sir Wilfred Falcett
- Cecil Parker – The Chairman
- Alexander Knox – Petrie
- Virginia McKenna – Janet Taggart
- Richard Harris – locotenentul de marină Higgins
- Ben Wright – Mike
- Peter Illing – Gunderson
- Terence De Marney – Frank
- Charles Davis – Yules, Quartermaster on Mary Deare
- Ashley Cowan – Burrows

## Lansare
Filmul Misterul vasului Mary Deare a avut premiera în New York City, New York pe data de 6 noiembrie 1959.
În România premiera filmului a avut loc la data de 22 ianuarie 1976 la televiziune pe programul TVR1.